# Нимроз
Нимро́з (пушту ‎и дари نیمروز — Nimrōz) — одна из тридцати четырёх провинций Афганистана. Находится на юго-западе страны. Граничит с Ираном (на западе), Пакистаном (на юге), а также с афганскими провинциями Фарах (на севере) и Гильменд (на востоке). Территория составляет 41 005 км², население — около 154 900 (на 2007 год). Это самая малонаселенная область в Афганистане.

## Административное деление

Районы провинции Нимроз

В административном отношении делится на 5 районов:
- Чахар Бурджак
- Чахансур
- Канг
- Хаш Род
- Зарандж

## Население
Городское население провинции составляет около 15 %, сельское — 85 %. Мужчины составляют 51 % населения, женщины — 49 %. Основные этнические группы включают белуджей и пуштунов, проживают также таджики и узбеки. На белуджском говорят 61 % населения, второй по распространённости язык — пушту, на нём говорят около 27 % населения провинции. Оставшиеся 12 % говорят на дари.